# 石尊権現
石尊権現（せきそんごんげん）は、大山の山岳信仰と修験道的な信仰が融合した神仏習合の神であり、十一面観音を本地仏とする。大山寺の本尊が不動明王であったため誤解されることが多いが、門前町の観音寺の本尊が本地仏である。神仏分離・廃仏毀釈が行われる以前は、相模国雨降山大山寺から勧請されて全国の石尊社で祀られた。石尊大権現、大山石尊大権現ともいう。

## 概要
相模大山では、古代からの平野部の山岳信仰に基づく延喜式神名帳式内社である阿夫利神社（アフリノカミノヤシロ）があり、大山そのものを「アフリノカミ」として祀る社（ヤシロ）が山麓にあったものと考えられる。大山山内では、禁足地だった山内が古代仏教的修行者の修行場として開発され大山寺が創建されると、山頂の磐座や二重ノ瀧が大山寺内の重要な聖地となったと考えられる。山頂の磐座は「石尊権現」として大山寺本宮（石尊社）となり、石尊権現以外にも、大天狗社（現在の奥社）、小天狗社（現在の前社）、徳一宮（現在の地主神）なども祀られ信仰された。石尊権現の本地仏は十一面観音であった。現在の大山阿夫利神社下社がある地には大山寺本堂である不動堂があった。中世の大山寺は一山組織を持つ山岳寺院として大山寺別当のもとに天台宗系と真言宗系の宗教者を中心に俗人を含めた様々な構成員を擁していたと考えられる。江戸時代になると、幕府の宗教政策により山内は高野山真言宗に統一されたが、大山寺領の門前町には様々な宗派の寺院が存在した。古代・中世から続く石尊権現祭祀は江戸時代になっても続けられ、大山寺縁起絵巻や大山不動霊験記にも石尊権現の信仰が記された。

## 大山詣
江戸時代に大山は江ノ島と並んで江戸近郊の半ば観光地となって大山詣が盛んになり、関東一円で大山講が組成されるとともに、源頼朝の戦勝祈願の故事に由来した納め太刀が流行した。当時の様子は江戸から石尊権現の神名を記した大きな木刀を担いで大山に参詣する浮世絵にもみられる。代表例として歌川豊国の「大當大願成就有が瀧壷」や歌川芳虎の「大山石尊大権現」などの作品がある。大山詣が盛んになるにつれ宿坊が建ち並び、大山詣を案内をする御師が活躍した。その規模は八大院、坊舎十八院、御師百五十余宇に至るほど隆盛した。また、石尊権現信仰は関東周辺に広がり、各地で石尊山の名称や石尊宮の建立が興り、それらでも石尊講が組成されたり納め太刀が奉納された。大山講は相模・武蔵を中心に安房、下総、上総、常陸、下野、上野、磐城、甲斐、信濃、越後、遠江、駿河、伊豆に及んで、総講数1万5700、総檀家数約70万軒にも達した。参詣者は「懺悔懺悔 六根清浄 大峰八大金剛童子 大山大聖不動明王 南無石尊大権現 大天狗小天狗 哀愍納受 一龍礼拝 帰命頂礼」などを唱えた。

## 神仏分離・廃仏毀釈
明治維新の神仏分離令による廃仏毀釈によって、神仏習合信仰の石尊権現は廃された。明治元年（1868年）頂上の石尊社ならびに大山寺は各々大山阿夫利神社の頂上本社（ならびに奥社・前社）と下社に改組された。多くの寺宝は破壊されたが、雨降山大山寺は現在の大山ケーブルカーの大山寺駅近くに再興されて廃寺は免れた。また大山寺本尊不動明王像も廃仏毀釈から守られ現在も大山寺の本尊として祀られている。また各地の石尊社で廃仏毀釈を免れて石尊神社として残っているものもある。